# Mineto taureau
Pour plus de détails, voir Fiche technique et Distribution.
Mineto taureau (Mexican Cat Dance) est un court métrage américain Looney Tunes de 1963 réalisé par Friz Freleng, mettant en scène Speedy Gonzales et Grosso Mineto.